# Bucoda
Bucoda is een plaats (town) in de Amerikaanse staat Washington, en valt bestuurlijk gezien onder Thurston County.

## Demografie
Bij de volkstelling in 2000 werd het aantal inwoners vastgesteld op 628.
In 2006 is het aantal inwoners door het United States Census Bureau geschat op 641, een stijging van 13 (2,1%).

## Geografie
Volgens het United States Census Bureau beslaat de plaats een oppervlakte van
1,1 km², geheel bestaande uit land. Bucoda ligt op ongeveer 111 m boven zeeniveau.

## Plaatsen in de nabije omgeving
De onderstaande figuur toont nabijgelegen plaatsen in een straal van 20 km rond Bucoda.